# Укравтобуспром
Відкрите акціонерне підприємство «Український інститут автобусо-тролейбусобудування» (скорочено — ВАТ «Укравтобуспром») — основний розробник автобусів, тролейбусів і спеціальних транспортних засобів в Україні і наступник Головного союзного конструкторського бюро (ГСКБ) по автобусах, пізніше перетворене у Всесоюзний конструкторсько-експериментальний інститут автобусобудування (ВКЕІ). Ще з радянських часів мало свій дослідний завод. В кінці 1990-х років його потужності вирішили використовувати для виробництва власних автобусів під маркою «Тур». Але перші моделі — міський автобус Тур-А181, туристичні Тур-А171, Тур-А172, Тур-А174 та Тур-А175 і шкільний Тур-А078 — так і не знайшли масових споживачів на українському ринку.
Успішнішим став мікроавтобус Тур-А049, багато в чому нагадує одну з найпопулярніших вітчизняних моделей БАЗ-2215 «Дельфін», виробництво якої ведеться корпорацією «Еталон» з 2003 року. У подібності цих моделей немає нічого дивного, адже обидві машини проектувалися на ВАТ «Укравтобуспром», фахівці якого також розробили і багато автобусів, що випускаються нині корпораціями «Богдан» та «Еталон».
В 2006 році для білоруського автобусного заводу «Неман» був розроблений міський автобус Неман-3231 (ТУР А3231) на шасі DongFeng.

## Продукція
Станом на 2019 рік на потужностях підприємства випускаються автобуси Тур А407 і Тур А303, а також багатофункціональні фургони-напівпричепи 9902, 99021, 99022 для сідлових тягачів.

## Модельний ряд
- ТУР А049
- Тур А303
- Тур А407
- Тур-А181

## Галерея

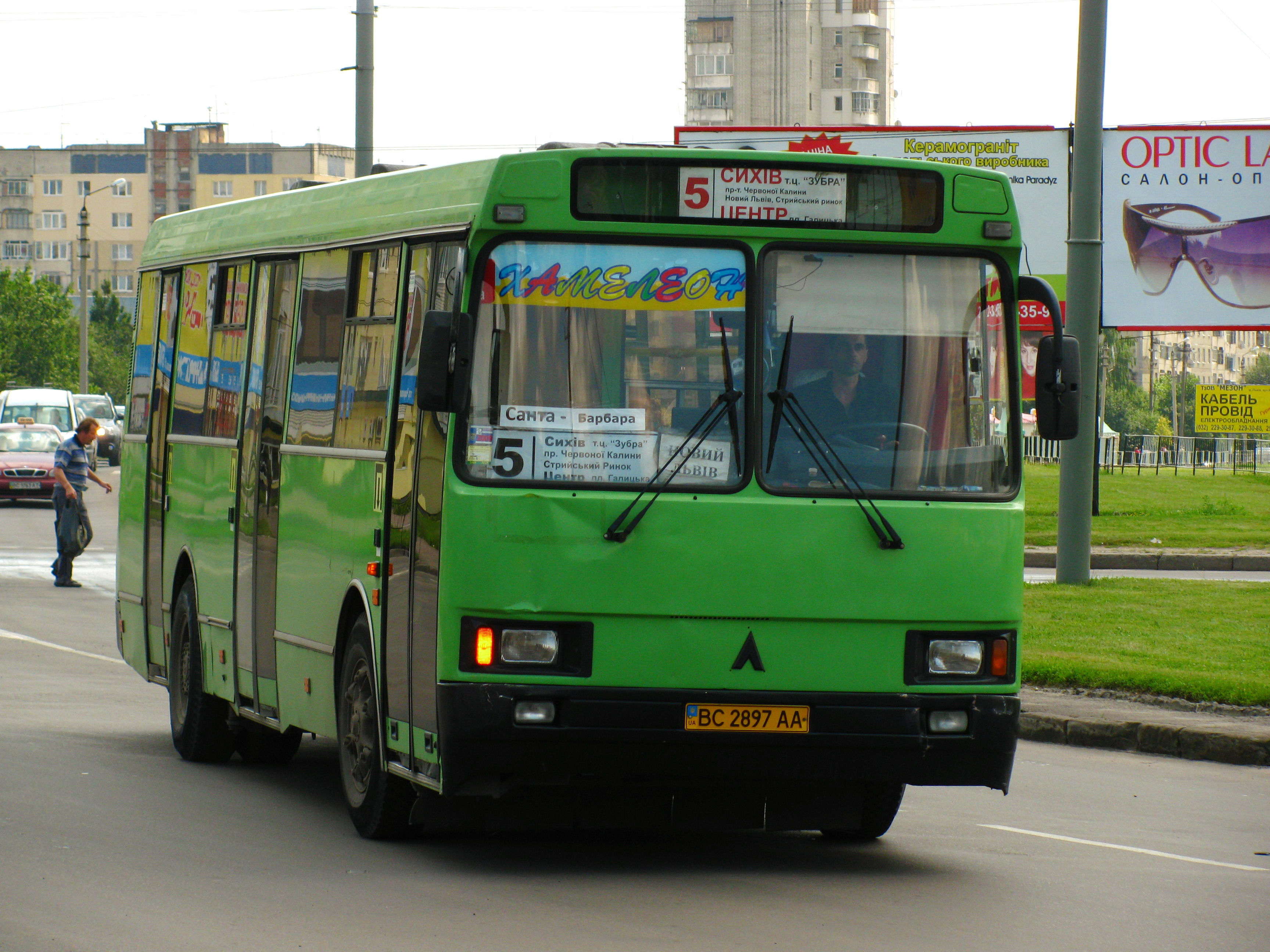
ЛАЗ-5252
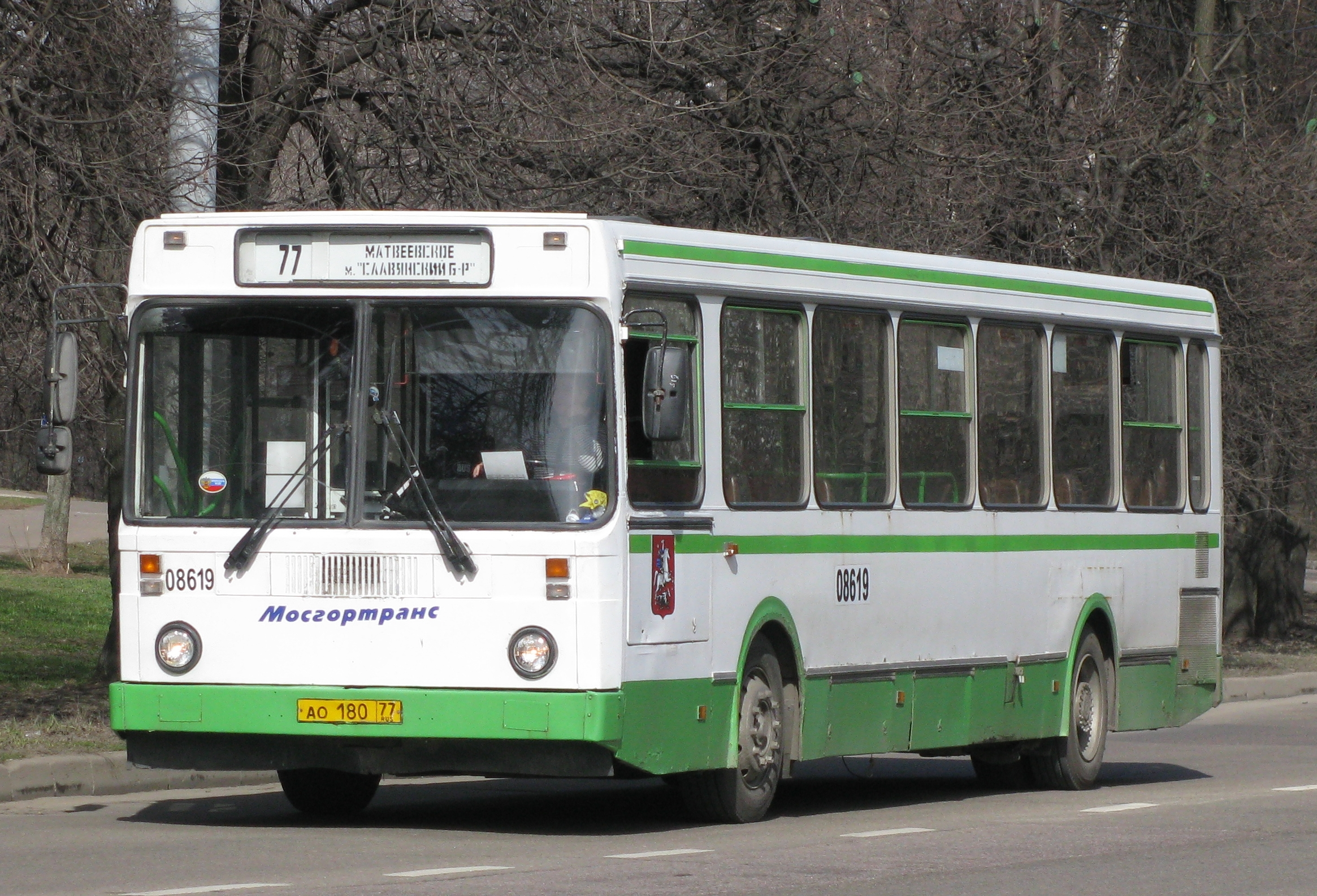
ЛіАЗ-5256
ХАРЗ 5259
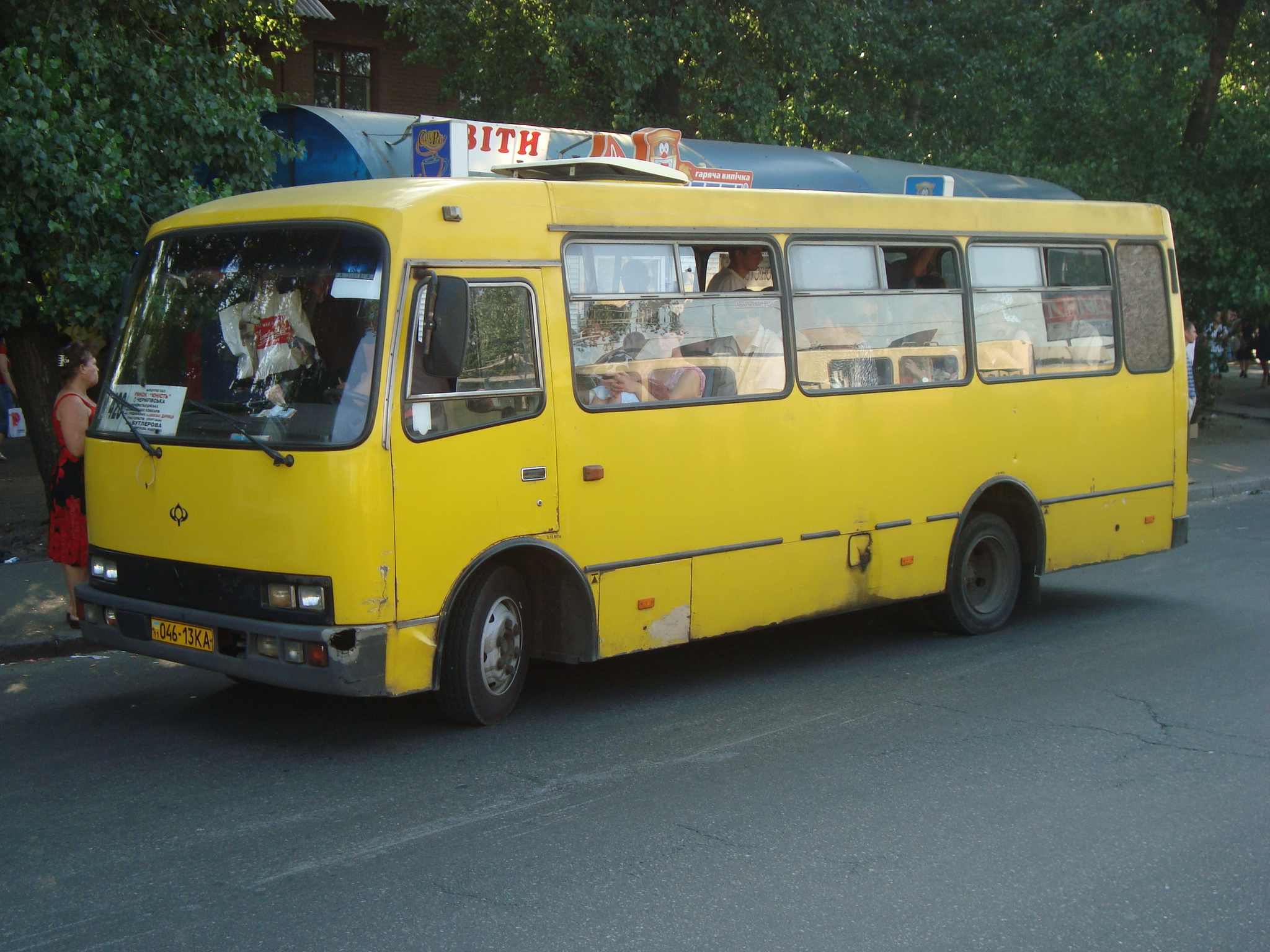
Тур-А091 виготовлявся як Богдан А091
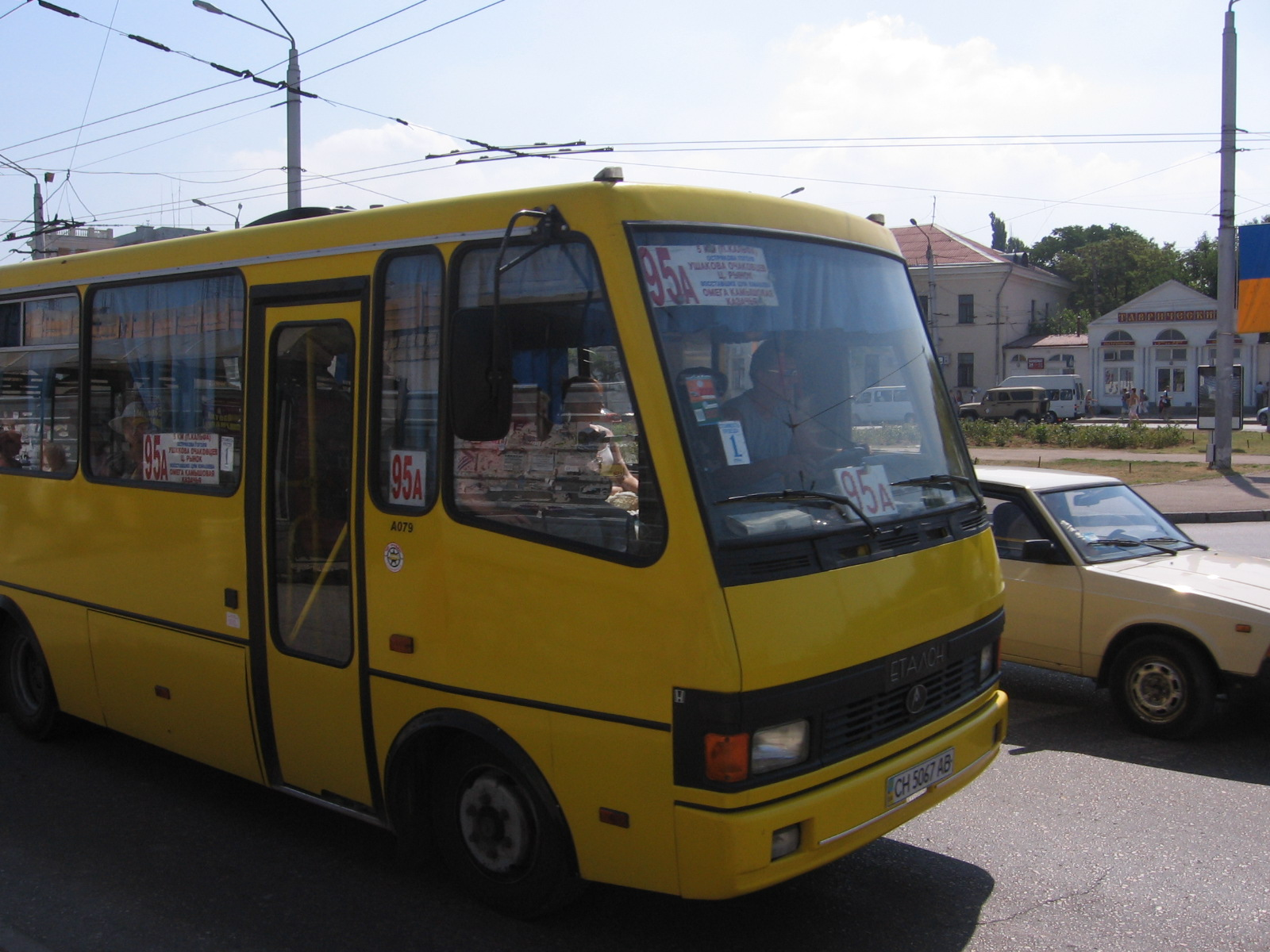
Тур-А079 виготовляється як БАЗ А079
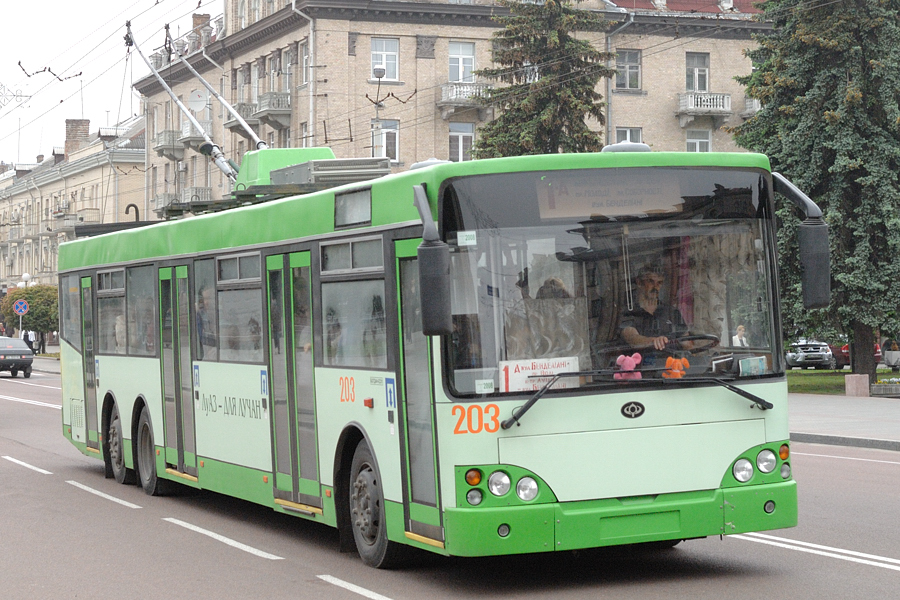
Богдан Е231
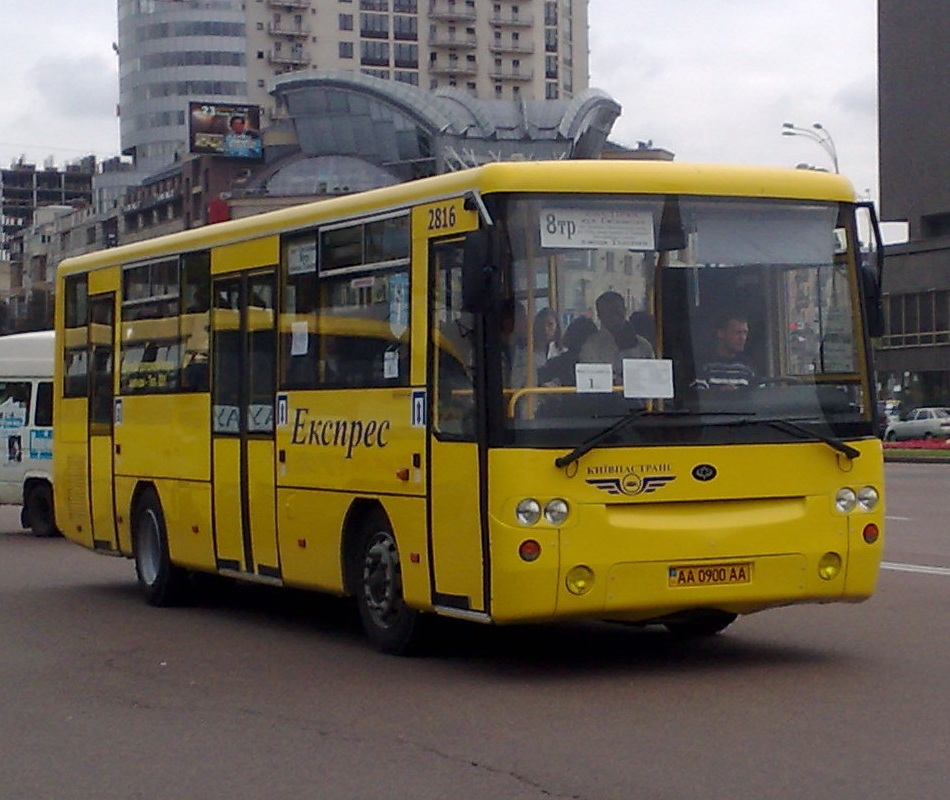
Тур-А144 виготовляється як Богдан А144
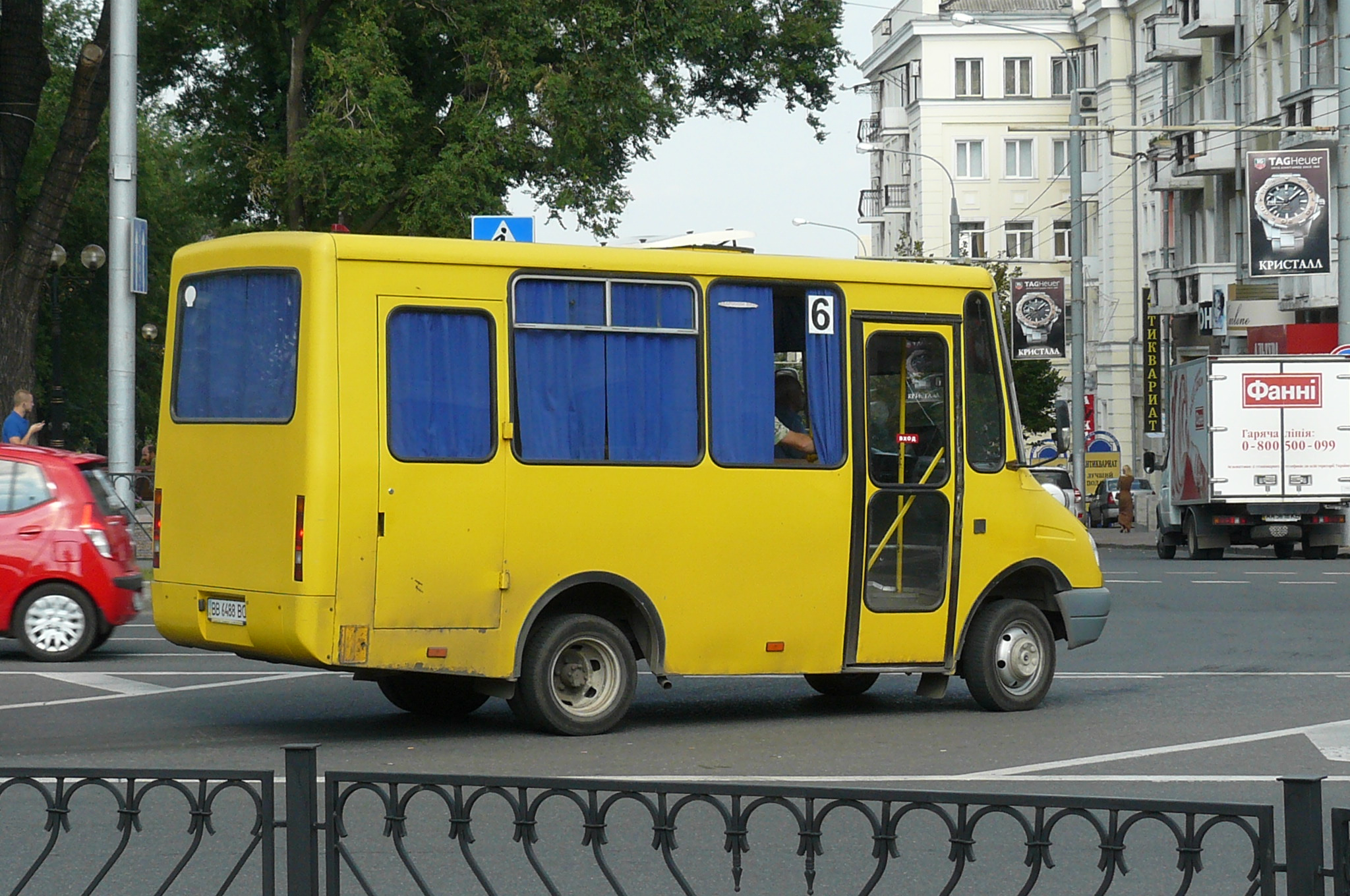
Тур-А049